# Commanderie de Sainte-Vaubourg
La commanderie de Sainte-Vaubourg est un édifice situé sur la commune de Val-de-la-Haye, en Seine-Maritime, en France. Il fait l’objet d’une inscription au titre des monuments historiques depuis 1972.

## Historique
La commanderie est fondée au XIIe siècle. Le territoire appartient à Henri Ier Beauclerc puis Mathilde. Henri II l'offre aux Templiers en 1173.
L'édifice passe aux chevaliers de Malte après la dissolution de l'ordre du Temple par Philippe le Bel. Le domaine est vendu à la suite de la Révolution française.
Le monument est inscrit comme monument historique depuis le 27 décembre 1972.

## Description
Le complexe conserve une cuisine voûtée et une cave voûtée du XVIe siècle.
La grange dîmière datée de la fin du XIIe siècle est bien conservée : dotée de trois nefs, elle est couverte en tuiles.
Une chapelle du XIIIe siècle est en ruines, détruite sous la Révolution. Les vitraux ont été transférés dans les églises d'Hautot-sur-Seine et Villedieu-Maurepas.

## Mobilier
La ferme conserve une plaque de cheminée de fonte datée du XIVe siècle.